# VIVA World Cup 2012
Navigation
Gozo 2010
La VIVA World Cup 2012 est la cinquième édition d'une compétition qui est organisée par le NF-Board qui gère les fédérations de football non affiliées à la FIFA.
Cette édition de la VIVA World Cup a été organisée du 4 au 9 juin 2012 au Kurdistan irakien,,,,.
Les rencontres ont été jouées à Dahuk, Souleimaniye, Salahaddin et Erbil qui est la capitale du Kurdistan.
Les matchs de groupes sont joués au Franso Hariri Stadium d'Erbil, au Ararat Stadium de Sahaladdin et au Sulaymaniyah Stadium de Souleimaniye. Le Duhok Stadium de Dahuk a accueilli les demi-finales de cette compétition. La finale ainsi que le match pour la 3e place furent joués au Franso Hariri Stadium d'Erbil.
Cette édition voit la participation de neuf équipes : le Kurdistan, le Sahara occidental, l'Occitanie, le Darfour,,, Chypre du Nord, le Zanzibar, la Rhétie, l'Îlam tamoul et la Provence.
Les sélections du Tibet, et du Québec, annoncent qu'ils se retirent du tournoi malgré une invitation. La FA Sápmi (en) a décidé de ne pas participer à la VIVA World Cup 2012. La sélection du Groenland était également invitée à participer à son premier mondiale, mais le voyage fut annulée pour divers raisons.
Le Kurdistan remporte la finale 2 a 1 face à Chypre du Nord,,,,. Le Zanzibar termine troisième et la Provence quatrième.
Deux jours après la finale, le 11 juin 2012, l'immeuble de la Fédération de Chypre du Nord de football a été incendié,,,.

## Villes et stades
| Villes            | Stades                    | Capacité          |
| Kurdistan irakien | Kurdistan irakien         | Kurdistan irakien |
| ----------------- | ------------------------- | ----------------- |
| Erbil             | Franso Hariri Stadium     | 40.000            |
| Dohuk             | Duhok Stadium             | 20.000            |
| Souleimaniye      | Sulaymaniyah Stadium (en) | 15.000            |
| Erbil             | Brayati Stadium           | 10.000            |
| Salahaddin        | Ararat Stadium            | 10.000            |

## Équipes participantes
| Drapeau           | Équipe            | Nb de participations       | Groupe | Continent |
| ----------------- | ----------------- | -------------------------- | ------ | --------- |
| Kurdistan         | Kurdistan irakien | 4 (2006, 2008, 2009, 2012) | A      | Asie      |
| Sahara occidental | Sahara occidental | 1 (2012)                   | A      | Afrique   |
| Occitanie         | Occitanie         | 4 (2006, 2008, 2009, 2012) | A      | Europe    |
| Darfour           | Darfour           | 1 (2012)                   | C      | Afrique   |
| Îlam tamoul       | Îlam tamoul       | 1 (2012)                   | B      | Asie      |
| Rhétie            | Rhétie            | 1 (2012)                   | B      | Europe    |
| Provence          | Provence          | 4 (2006, 2008, 2009, 2012) | C      | Europe    |
| Chypre du Nord    | Chypre du Nord    | 1 (2012)                   | C      | Europe    |
| Zanzibar          | Zanzibar          | 1 (2012)                   | B      | Afrique   |

## Phase de Groupe
Les équipes sont divisées en 3 groupes formés de 3 équipes. Les 3 vainqueurs de groupe ainsi que le meilleur 2e sont qualifiés pour les demi-finales.

### Groupe A

#### Classement
| Classement final |                   |    |   |   |   |    |    |     |     |
|                  | Équipe            | MJ | V | N | D | BP | BC | +/- | Pts |
| 1                | Kurdistan         | 2  | 2 | 0 | 0 | 7  | 0  | +7  | 6   |
| 2                | Occitanie         | 2  | 1 | 0 | 1 | 6  | 3  | +2  | 3   |
| 3                | Sahara occidental | 2  | 0 | 0 | 2 | 2  | 12 | -10 | 0   |

| 4 juin | Kurdistan         | 6 | 0 | Sahara occidental |
| 5 juin | Sahara occidental | 2 | 6 | Occitanie         |
| 6 juin | Kurdistan         | 1 | 0 | Occitanie         |

#### Résultats
| 4 juin 2012 20 h 00 locales | Kurdistan                                                                                         | 6 - 0   | Sahara occidental | Franso Hariri Stadium, Erbil |                     |
|                             | Khalid Mushir 12e (pen.) · Nawzad Sherzad 16e 33e · Halgurd Mulla Mohammed 74e · Ali Aziz 82e 90e | (3 - 0) |                   | Spectateurs : 9 000          | Spectateurs : 9 000 |
|                             | Rapport                                                                                           |         |                   | Spectateurs : 9 000          | Spectateurs : 9 000 |

| 5 juin 2012 17 h 00 locales | Sahara occidental                             | 2 - 6   | Occitanie                                                                                                | Ararat Stadium, Sahaladdin |                   |
|                             | Ahmed Budah Sahia 52e · Iarba Malum Selma 56e | (0 - 3) | 12e 14e Bertini Mickaël · 26e Flourens Nicolas · 67e Amiel Jordan · 72e Quere Cédric · 75e Patrac Jordan | Spectateurs : 200          | Spectateurs : 200 |
|                             | Rapport                                       |         | | Spectateurs : 200          | Spectateurs : 200 |

| 6 juin 2012 17 h 00 locales | Kurdistan       | 1 - 0   | Occitanie | Sulaymani Stadium, Sulaymani |                      |
|                             | Amad Ismael 28e | (1 - 0) |           | Spectateurs : 10 000         | Spectateurs : 10 000 |
|                             | Rapport         |         |           | Spectateurs : 10 000         | Spectateurs : 10 000 |

### Groupe B

#### Classement
| Classement final |             |    |   |   |   |    |    |     |     |
|                  | Équipe      | MJ | V | N | D | BP | BC | +/- | Pts |
| 1                | Zanzibar    | 2  | 2 | 0 | 0 | 9  | 0  | +9  | 6   |
| 2                | Raetie      | 2  | 1 | 0 | 1 | 1  | 6  | -5  | 3   |
| 3                | Îlam tamoul | 2  | 0 | 0 | 2 | 0  | 4  | -4  | 0   |

| 4 juin | Zanzibar    | 6 | 0 | Raetie      |
| 5 juin | Raetie      | 1 | 0 | Îlam tamoul |
| 6 juin | Îlam tamoul | 0 | 3 | Zanzibar    |

#### Résultats
| 4 juin 2012 22 h 00 locales | Zanzibar                                                              | 6 - 0   | Raetie | Franso Hariri Stadium, Erbil |  |
|                             | Khamis Mcha Khamis 33e 41e 52e · Abdi Kassim 51e · Jakku Juma 88e 90e | (? - 0) |        |                              |  |
|                             | Rapport                                                               |         |        |                              |  |

| 5 juin 2012 20 h 30 locales | Raetie           | 1 - 0   | Îlam tamoul, | Franso Hariri Stadium, Erbil |                  |
|                             | Marco Dudler 83e | (0 - 0) |              | Spectateurs : 30             | Spectateurs : 30 |
|                             | Rapport          |         |              | Spectateurs : 30             | Spectateurs : 30 |

| 6 juin 2012 21 h 30 locales | Îlam tamoul | 0 - 3   | Zanzibar                                                      | Franso Hariri Stadium, Erbil |  |
|                             |             | (0 - 1) | 22e Khamis Mcha Khamis · 61e Amir Hamad Omar · 90e Jakku Juma |                              |  |
|                             | Rapport     |         |                                                               |                              |  |

### Groupe C

#### Classement
| Classement final |                |    |   |   |   |    |    |     |     |
|                  | Équipe         | MJ | V | N | D | BP | BC | +/- | Pts |
| 1                | Provence       | 2  | 2 | 0 | 0 | 20 | 1  | +19 | 6   |
| 2                | Chypre du Nord | 2  | 1 | 0 | 1 | 16 | 2  | +14 | 3   |
| 3                | Darfour        | 2  | 0 | 0 | 2 | 0  | 33 | -33 | 0   |

| 4 juin | Chypre du Nord | 15 | 0  | Darfour  |
| 5 juin | Darfour        | 0  | 18 | Provence |
| 6 juin | Chypre du Nord | 1  | 2  | Provence |

#### Résultats
| 4 juin 2012 17 h 00 locales | Chypre du Nord | 15 - 0  | Darfour | Brayati Stadium, Erbil |  |
|                             | Halil Turan 11e 17e 23e 44e 50e 90e · Ibrahim Çimdali 14e 76e 81e · Erdinç Borekci 21e · Huseyin 34e · Saleh 46e 61e 63e · Mustafa Yasinses 87e | (5 - 0) |         |                        |  |
|                             | Rapport |         |         |                        |  |

| 5 juin 2012 22 h 30 locales | Darfour | 0 - 18 | Provence | Franso Hariri Stadium, Erbil |
|                             |         |        | 4e Omar Mdahoma · 5e 40e 59e Brahim Zenafi · 19e 32e 59e 68e 75e Christophe Copel · 23e 49e 50e 77e 83e Samir Abbes · 41e 54e Yanis Abbes · 47e Christophe Taba · 66e Benoit Lescoualch |                              |
|                             | Rapport |        | |                              |

| 6 juin 2012 23 h 30 locales | Chypre du Nord   | 1 - 2 | Provence                                  | Franso Hariri Stadium, Erbil |  |
|                             | Kasim Tağman 26e |       | 28e Brahim Zenafi · 35e Benoit Lescoualch |                              |  |
|                             | Rapport          |       |                                           |                              |  |

## Phase finale

### Match pour éviter la9eplace
| 7 juin 2012 18 h 30 locales | Sahara occidental                                                                         | 5 - 1   | Darfour                    | Franso Hariri Stadium, Erbil |  |
|                             | Sahia Ahmed Budah 31e 85e · Selma Iarba Malum 80e · Cori Maaruf 87e · Mohamed El Mami 90e | (1 - 0) | 46e Moubarak Haggar Duogom |                              |  |
|                             | Rapport                                                                                   |         |                            |                              |  |

### Matchs de classement5e/8eplaces
| 7 juin 2012 20 h 30 locales | Occitanie | 7 - 0   | Îlam tamoul | Franso Hariri Stadium, Erbil |  |
|                             | Brice Martinez 30e 51e · Jordan Patrac 49e · Christophe Dalzon 50e · Renaud Thomas 64e · Boris Massaré 83e · Gérôme Hernandez 89e | (1 - 0) |             |                              |  |
|                             | Rapport |         |             |                              |  |

| 8 juin 2012 17 h 00 locales | Sahara occidental                                       | 3 - 0   | Raetie | Franso Hariri Stadium, Erbil |  |
|                             | Moulay Aba Ali 59e · Mohamed El Mami 83e · Ba Boiah 87e | (0 - 0) |        |                              |  |
|                             | Rapport                                                 |         |        |                              |  |

### Match pour la7eplace
| 9 juin 2012 10 h 00 locales | Îlam tamoul                                  | 4 - 0   | Raetie | Ararat Stadium, Sahaladdin |  |
|                             | Menan Nagulendran 59e 67e 71e · Rosh Sri 79e | (0 - 0) |        |                            |  |
|                             | Rapport                                      |         |        |                            |  |

### Match pour la5eplace
| 9 juin 2012 11 h 00 locales | Occitanie                                                  | 3 - 1 | Sahara occidental  | Ararat Stadium, Sahaladdin |  |
|                             | Renaud Thomas 35e · Mickaël Bertini 55e · Jordan Amiel 86e |       | 90e Abdullah Bijah |                            |  |
|                             | Rapport                                                    |       |                    |                            |  |

### Demi-finales
| 8 juin 2012 18 h 00 locales | Provence          | 1 - 2   | Kurdistan          | Duhok Stadium Duhok  |                      |
|                             | Brahim Zenafi 36e | (1 - 1) | 2e 59e Amad Ismael | Spectateurs : 12 500 | Spectateurs : 12 500 |
|                             | Rapport           |         |                    | Spectateurs : 12 500 | Spectateurs : 12 500 |

| 8 juin 2012 20 h 15 locales | Zanzibar | 0 - 2 | Chypre du Nord                                      | Duhok Stadium Duhok |
|                             |          |       | 58e Mustafa Yaşinses · 69e (pen.) Huseyin Kayalilar |                     |
|                             | Rapport  |       |                                                     |                     |

### Finale pour la3eplace
| 9 juin 2012 16 h 00 locales | Provence                                   | 2 - 7 | Zanzibar                                                                | Franso Hariri Stadium, Erbil |  |
|                             | Christophe Taba 44e · Christophe Copel 57e |       | 22e 23e 71e Suleiman · 35e 68e 90e Khamis Mcha Khamis · 58e Abdi Kassim |                              |  |
|                             | Rapport                                    |       |                                                                         |                              |  |

### Finale
| 9 juin 2012 19 h 00 locales | Kurdistan                                            | 2 - 1   | Chypre du Nord            | Franso Hariri Stadium, Erbil |                      |
|                             | Halgurd Mulla Mohammed 9e (pen.) · Herdi Siamand 32e | (0 - 0) | 42e (csc) Sherzad Mohamad | Spectateurs : 22 000         | Spectateurs : 22 000 |
|                             | Rapport                                              |         |                           | Spectateurs : 22 000         | Spectateurs : 22 000 |

## Classements

### Classement final
| Classement | Équipe            | MJ | V | N | P | BM | BC |
| ---------- | ----------------- | -- | - | - | - | -- | -- |
| Vainqueur  | Kurdistan         | 4  | 4 | 0 | 0 | 11 | 2  |
| Finaliste  | Chypre du Nord    | 4  | 3 | 0 | 1 | 19 | 3  |
| Troisième  | Zanzibar          | 4  | 3 | 0 | 1 | 16 | 4  |
| Quatrième  | Provence          | 4  | 2 | 0 | 2 | 23 | 10 |
| 5e         | Occitanie         | 4  | 3 | 0 | 1 | 16 | 4  |
| 6e         | Sahara occidental | 5  | 2 | 0 | 3 | 11 | 16 |
| 7e         | Îlam tamoul       | 4  | 1 | 0 | 3 | 4  | 11 |
| 8e         | Rhétie            | 4  | 1 | 0 | 3 | 1  | 13 |
| 9e         | Darfour           | 3  | 0 | 0 | 3 | 1  | 38 |

### Classement des buteurs
| 7 buts - Khamis Mcha Khamis (en) 6 buts - Christophe Copel (en) - Halil İbrahim Turan 5 buts - Brahim Zenafi - Samir Abbes 3 buts - Amad Ismael - Mickaël Bertini - Jakku Juma - Suleiman - Menan Nagulendran - Sahia Ahmed Budah - İbrahim Çıdamlı - Salih Güvensoy 2 buts - Ali Aziz - Halgurd Mulla Mohammed (en) - Nawzad Sherzad - Yanis Abbes - Christophe Taba - Benoit Lescoualch - Brice Martinez - Jordan Amiel - Jordan Patrac - Renaud Thomas - Abdi Kassim (en) - Selma Iarba Malum - Huseyin Kayalılar - Mustafa Yaşinses | 1 but - Herdi Siamand (en) - Khalid Mushir (en) - Omar M'Dahoma (en) - Cédric Quéré - Nicolas Flourens - Christophe Dalzon - Boris Massaré - Gérôme Hernandez - Amir Hamad Omar - Erdinç Börekçi - Kasim Tağman - Rosh Sri - Marco Dudler - Moubarak Haggar Duogom - Cori Maaruf - Mohamed El Mami - Abdullah Bijah 1 but contre son camp (csc) - Sherzad Mohamad |